# Castell de Xiva
El castell de Xiva està situat al municipi de Xiva, en la comarca de la Foia de Bunyol (País Valencià). És una fortalesa medieval d'origen musulmà edificada sobre restes romanes, que es localitza en un turó des del qual es domina la població i que formava part del conjunt defensiu de la població de València, controlant les seues comunicacions amb l'interior.

## Descripció
El castell se situa sobre una plataforma plana i allargada en la part alta del turó, adaptant-se al terreny en adreça nord-sud.
La fortalesa constava de tres línies defensives i si bé es troba en ruïna, queden restes de llenços de la muralla i una torre, construïdes amb tapial.
Poden distingir-se dues parts, una d'elles, la seloquia se situa en la part més alta, i on reutilitzant les restes de la fortalesa, es va construir en el segle xviii una ermita.